# Arson Garden
Gli Arson Garden sono stati un gruppo musicale statunitense. Formati verso la fine degli anni '80 a Bloomington dai fratelli Combs, il chitarrista e autore James e la cantante April, dal batterista Joby Barnett e il bassista Clark Starr. Il loro suono è un tentativo di amalgamare suoni acid rock di stampo sixties con una vena pop caratterizzato da chitarre nervose e dalla voce della cantante simile a Natalie Merchant.
Dopo un demo autoprodotto, nel 1990 venne alla luce il disco d'esordio Under Towers per l'etichetta indipendente "Community 3" che li fece conoscere ed apprezzare per la loro originalità. Furono invitati per uno special su MTV e fecero un tour internazionale, in questo periodo vennero invitati dal DJ John Peel a registrare una delle sue famose session non pubblicata su disco.
Nel 1992 esce il secondo disco Wisteria e il gruppo partecipa al festival itinerante Lollapalooza.
Con l'uscita del terzo disco The Belle Stomp (1994), con suoni più ricercati e registrato ai Pachyderm Studios in Minnesota, si sono sciolti e James Combs ha iniziato la carriera solista che lo porta alla pubblicazione di due album tra il 1999 ed il 2001, Remotor per la (Bliss) e Please Come Down (Ubiquity).
I due fratelli April e James xsi sono riuniti di nuovo per un concerto nel 2006 e poi ancora nel 2009 hanno formato una nuova band chiamata Honneycombs con la quale hanno pubblicato un disco.

## Discografia

### Album
- 1990 - Under Towers (Community 3)
- 1992 - Wisteria (Vertabrae)
- 1994 - The Belle Stomp (Priority)

### EP
- 1992 - Drink a Drink of You (Vertebrae)

### Demo
- 1988 Arson Garden (cassetta autoprodotta)